# Nuoto in acque libere ai campionati mondiali di nuoto 2009 - 25 km maschili
La gara dei 25 km maschili di nuoto in acque libere ai campionati mondiali di nuoto 2009 si è svolta la mattina del 25 luglio 2009 al Lido di Ostia a Roma, in Italia. Hanno partecipato alla competizione 21 atleti.

## Medaglie
| Pos. | Atleta           | Nazionalità |
| ---- | ---------------- | ----------- |
|      | Valerio Cleri    | Italia      |
|      | Trent Grimsey    | Australia   |
|      | Vladimir Djatčin | Russia      |

## Risultati
| Pos.    | Atleta                    | Nazionalità    | Tempo               | Distacco            |
| ------- | ------------------------- | -------------- | ------------------- | ------------------- |
| Oro     | Valerio Cleri             | Italia         | 5:26:31.6           |                     |
| Argento | Trent Grimsey             | Australia      | 5:26:50.7           | 19.1                |
| Bronzo  | Vladimir Djatčin          | Russia         | 5:29:29.3           | 2:57.7              |
| 4       | Brian Ryckeman            | Belgio         | 5:30:18.4           | 3:46.8              |
| 5       | Loic Branda               | Francia        | 5:30:20.9           | 3:49.3              |
| 6       | Bertrand Venturi          | Francia        | 5:30:22.9           | 3:51.3              |
| 7       | Brendan L. Capell         | Australia      | 5:30:27.5           | 3:55.9              |
| 8       | Rotislav Vitek            | Rep. Ceca      | 5:32:38.8           | 6:07.2              |
| 9       | Simon Tobin-Daignault     | Canada         | 5:34:48.2           | 8:16.6              |
| 10      | Libor Smolka              | Rep. Ceca      | 5:35:06.4           | 8:34.8              |
| 11      | Sean Ryan                 | Stati Uniti    | 5:36:22.2           | 9:50.6              |
| 12      | Andrea Volpini            | Italia         | 5:36:37.9           | 10:06.3             |
| 13      | Manuel Chiu               | Messico        | 5:39:12.1           | 12:40.5             |
| 14      | Rodrigo Elorza            | Messico        | 5:43:26.4           | 16:54.8             |
| 15      | Danili Serebrennikov      | Russia         | 5:46:21.7           | 19:50.1             |
| 16      | Arseniy Lavrentyev        | Portogallo     | 5:48:43.0           | 22:11.4             |
| 17      | Saleh Mohammad            | Siria          | 5:49:30.6           | 22:59.0             |
| 18      | Adei El-Behari            | Egitto         | 5:54:00.3           | 27:28.7             |
| -       | Evegenij Pop Acev         | Macedonia      | fuori tempo massimo | fuori tempo massimo |
| -       | Mohammed Jassim Alghareeb | Arabia Saudita | dnf                 | dnf                 |
| -       | Alex Meyer                | Stati Uniti    | dq                  | dq                  |
| -       | Mazen Metwaly             | Egitto         | dns                 | dns                 |
| -       | Diego Nogueira Montero    | Portogallo     | dns                 | dns                 |